# La Cañada, Sinaloa
La Cañada är en ort i Mexiko.   Den ligger i kommunen Sinaloa och delstaten Sinaloa, i den västra delen av landet, 1 200 km nordväst om huvudstaden Mexico City. La Cañada ligger 102 meter över havet och antalet invånare är 113.
Terrängen runt La Cañada är platt, och sluttar söderut. Runt La Cañada är det glesbefolkat, med 19 invånare per kvadratkilometer. Närmaste större samhälle är Sinaloa de Leyva, 9,5 km söder om La Cañada. I omgivningarna runt La Cañada växer huvudsakligen savannskog.